# Elsloo (Limbourg néerlandais)
Pour les articles homonymes, voir Elsloo.

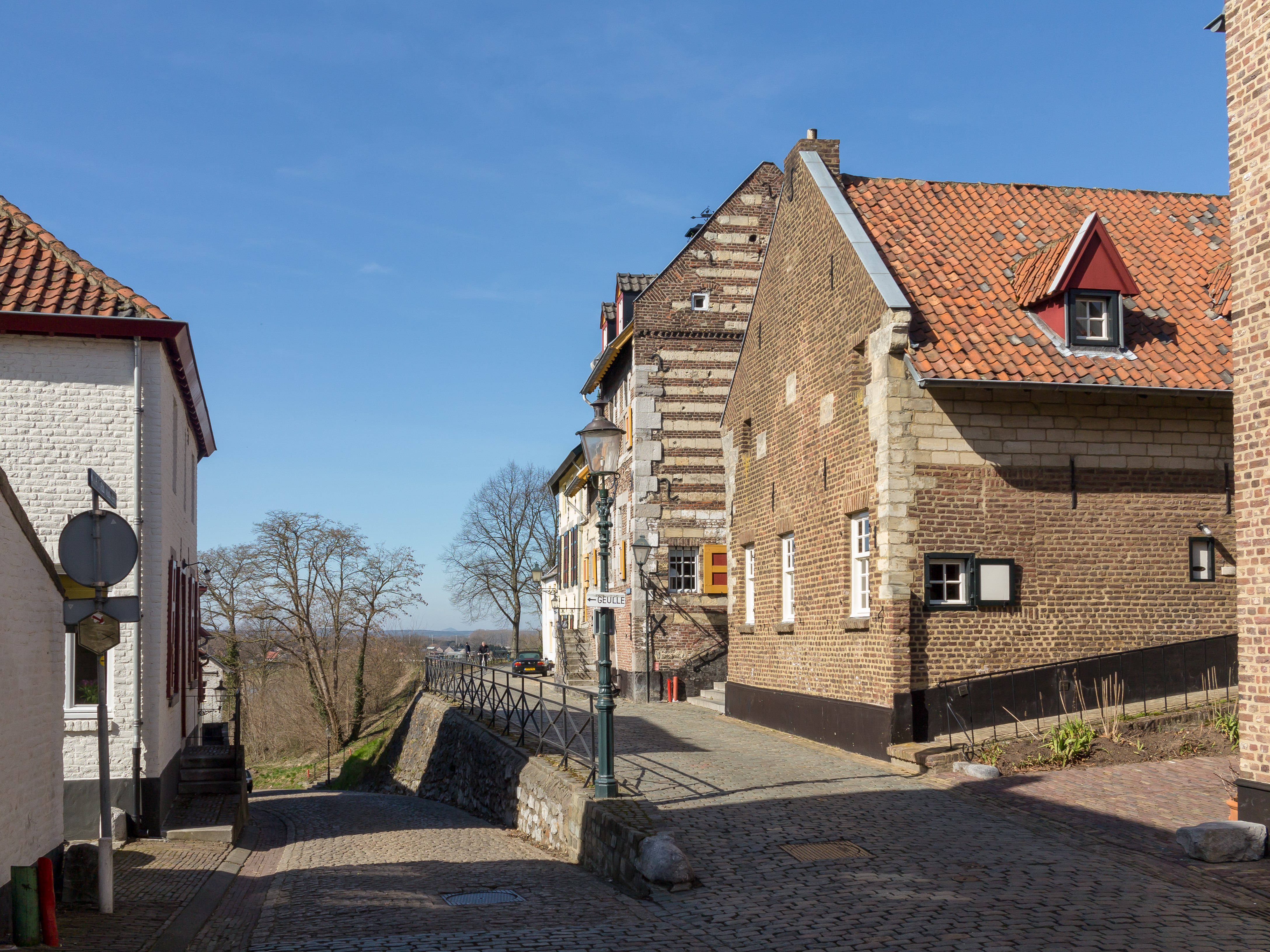
Elsloo, vue dans la rue : rue Maasberg-Op de Berg.

Elsloo, en limbourgeois Aelse, est un village néerlandais situé dans la commune de Stein, dans la province du Limbourg néerlandais. Le 1er janvier 2007, le village comptait 9 200 habitants.

## Histoire
Pendant plusieurs années, des hypothèses émises par des historiens ont supposé qu'Elsloo aurait pu être le lieu possible pour le Siège d'Ascaloha (en). Les travaux actuels tendent à orienter plus précisément vers le village d'Asselt.
Elsloo a été une commune indépendante jusqu'au 1er janvier 1982, date de son rattachement à Stein.